# Cleaver Bank
Cleaver Bank (niz. Klaverbank) je pješčani prud u Sjevernom moru oko 160 km od zapadne obale Nizozemske i južno od Dogger Banka. Duljina obale je oko 1235 km2, a dubina mora ispod pruda 30-40 metara.
Cleaver Bank je greben otvorenog mora u smislu Europske direktive o staništima i registriran je u Europskoj uniji kao područje Natura 2000. Smatra se da je obala nastala kao završna morena ledenjaka tijekom jednog od ledenih doba.
Površina pruda djelomično se sastoji od šljunka. Zbog relativno velike dubine Cleaver Banka, tlo se samo rijetko, u vrlo teškim vremenskim uvjetima, pomiče djelovanjem valova. Budući da je šljunak relativno siromašan muljem, a prozirnost je velika, ima dovoljno svjetla da omogući rast vapnenačkih crvenih algi. Bentoska fauna na dnu sadrži vrste koje žive na tvrdoj podlozi, kao što su morske žarnice i polipi. Rijetke vrste koje žive na Cleaver Banku su Thracia convexa i Dosinia exoleta. U plićaku se mrijeste haringe. Osim toga, ovdje raste Alcyonium digitatum, vrsta mekog koralja.
Kanal dubok 60 metara, nazvan Botney Cut, prolazi kroz Cleaver Bank. Životinje kao što su Phocoena phocoena, minke kitovi i Lagenorhynchus albirostris žive tamo, uglavnom ljeti.

## Očuvanje
Godine 2001. nizozemska vlada razmatrala je Cleaver Bank kao potencijalno područje za iskopavanje šljunka. Nakon izrade procjene utjecaja na okoliš od plana se odustalo.  Obala Cleaver je 2015. godine razmatrana za zaštitu kao zaštićeno morsko područje. Organizacija Greenpeace smatrala je postupke nizozemske vlade u tom smjeru presporom te je u svibnju 2015. potopila nekoliko velikih gromada na morsko dno kako bi povećala prirodnu vrijednost. Nizozemski ribari podigli su gromade 16. lipnja 2015. jer su se bojali da će gromade oštetiti njihov ribolovni pribor.